# مارک فاچان
مارک فاچان (انگلیسی: Marc Fachan؛ زادهٔ ۲۵ ژانویهٔ ۱۹۸۹) بازیکن فوتبال اهل فرانسه است.
از باشگاه‌هایی که در آن بازی کرده‌است می‌توان به باشگاه فوتبال دپورتیوو آلاوس، باشگاه فوتبال استراسبورگ، باشگاه فوتبال اوسر، باشگاه فوتبال دینامو کی‌یف، و باشگاه خیمناستیک تاراگونا اشاره کرد.
او همچنین در تیم ملی فوتبال زیر ۱۹ سال فرانسه بازی کرده‌است.